# Украинское пиво (сорт)
«Украинское» — сорт тёмного советского пива, названный в честь украинских пивоваренных заводов Харькова и Одессы. Его прототипом было дореволюционное «мюнхенское пиво».

## История
Сорт был разработан в 1935 году специалистами ВНИИ пивоваренной и винодельческой промышленности. Вместе с ним были разработаны и внедрены в производство на пивоваренных заводах Наркомпищепрома другие известные советские сорта пива: «Жигулёвское», «Московское», «Русское».
С 1938 года пиво «Украинское» регламентировалось советскими стандартами как тёмное пиво низового брожения с ясно выраженным солодовым вкусом и ароматом тёмного солода. Оно должно было иметь плотность начального сусла не ниже 13 % и содержать не менее 3,2 % весовых (позднее — по массе) алкоголя. Срок выдержки в лагерных танках составлял не менее 30 суток.
Этот сорт выпускался многими советскими пивоваренными заводами, по доле в валовой выработки пива в СССР он находился на третьем месте.